# Stensjögöl
Stensjögöl är en sjö i Hultsfreds kommun i Småland och ingår i Viråns huvudavrinningsområde.